# Zakon očuvanja količine gibanja
Zakon očuvanja količine gibanja je jedan od najvažnijih zakona u fizici koji vrijedi, bez izuzetka, za sve zatvorene sustave. Zakon proistječe iz homogenosti prostora, to jest iz činjenice da sve točke prostora imaju iste osobine i da su prirodni zakoni isti u svakoj točki prostora, a glasi:
Ukupna količina gibanja zatvorenog sustava konstantna je bez obzira na to kakvi se procesi i međudjelovanje događaju u sustavu.
Zakon očuvanja količine gibanja za dva fizikalna tijela mase m1 i m2 koja međusobno djeluju jedno na drugo i kojima su početne brzine u1 i u2, a brzine nakon međudjelovanja v1 i v2 glasi:
{\displaystyle \,\!m_{1}\cdot {\vec {u}}_{1}+m_{2}\cdot {\vec {u}}_{2}=m_{1}\cdot {\vec {v}}_{1}+m_{2}\cdot {\vec {v}}_{2}}
Ako su početne brzine obaju tijela bile jednake nuli i na istom pravcu, zakon glasi:
{\displaystyle \,\!m_{1}\cdot v_{1}+m_{2}\cdot v_{2}=0}
Zbroj količina gibanja obaju tijela prije međudjelovanja je jednak zbroju njihovih količina gibanja nakon međusobnog međudjelovanja. To vrijedi i za više od dva tijela. Pomoću zakona očuvanja količine gibanja rješavaju se zadaci sa sudarima (sraz).

## Objašnjenje
Količina gibanja je vrlo važna i ilustrativna fizikalna veličina. Njena važnost se može izreći zakonom o očuvanju količine gibanja, što je jedan od temeljnih zakona mehanike. Taj bi se zakon mogao formulirati na sljedeći način:
Količina gibanja izoliranog sustava je konstantna, odnosno, ukupna promjena količine gibanja u vremenu unutar izoliranog sustava jednaka je nuli.
Izraženo jednadžbom:
{\displaystyle {\vec {p}}_{1}+{\vec {p}}_{2}+...+{\vec {p}}_{N}=\mathrm {konst.} }
odnosno:
{\displaystyle {\frac {\mathrm {d} {\vec {p}}_{1}}{\mathrm {d} t}}+...+{\frac {\mathrm {d} {\vec {p}}_{N}}{\mathrm {d} t}}=0}
Upravo navedenu tvrdnju je lako obrazložiti: zamislimo da se zatvoreni ili izolirani sustav (sustavu koji ne međudjeluje s okolinom) sastoji od N čestica. Na svaku česticu u svakom trenutku djeluje neka rezultantna sila pa će tako na i-tu česticu djelovati neka sila {\displaystyle {\vec {F}}_{i}}, koja je posljedica međudjelovanja s ostalim česticama, a na j-tu česticu će djelovati {\displaystyle {\vec {F}}_{j}}. Ukupna sila u sustavu jednaka je zbroju svih N sila, a kako znamo iz trećeg Newtonovog zakona da je sila i-te čestice na j-tu česticu jednaka po intenzitetu, a suprotna po smjeru sili j-te čestice na i-tu česticu, tako možemo zaključiti da je vektorska suma svih unutarnjih sila u sustavu jednaka nuli. Ako je rezultantna sila jednaka nuli, tada, uz gornje definicije, vrijedi i zakon o očuvanju količine gibanja.

## Zakon očuvanja impulsa
Pored općeg zakona o gibanju, postavio je I. Newton i poseban zakon o međusobnim silama između dvaju tijela. Taj novi zakon, poznat po imenu zakona akcije i reakcije, izriče da je sila koju vrši prva masa na drugu, jednaka sili, kojom djeluje druga masa na prvu, ali je suprotnog smjera. Sila, kojom Sunce privlači Zemlju, jednaka je sili kojom privlači Zemlja Sunce. Zbog mnogo veće mase Sunca prouzrokovano ubrzanje (akceleracija) je tako malo da se uopće i ne opaža. Sila kojom udarimo po stolu jednaka je sili kojom stol zaustavlja gibanje naše ruke. Svi učinci u prirodi imaju prema Newtonu jednake protuučinke.
Iz zakona akcije i reakcije proizlazi za čitavu fiziku temeljan zakon o održanju impulsa ili količine gibanja. Kao impuls sile ili količine gibanja određen je u mehanici umnožak mase i brzine tijela:
impuls sile = masa x brzina
Pomoću impulsa sile izrekao je uopće Newton svoj zakon gibanja: Promjena impulsa podijeljena vremenom, u kojem je ta promjena izvršena, jednaka je sili. Veličinu impulsa označujemo slovom p. Promjena impulsa u malom vremenu Δt označimo s Δp. Simbolički tada Newtonov zakon gibanja glasi:
{\displaystyle F={\Delta p \over \Delta t}}
Ta je jednadžba samo drugi oblik Newtonovog zakona gibanja. Promjena impulsa jednaka je umnošku mase i promjene brzine, dakle m∙Δv, pa je prema tome omjer promjene impulsa i vremena jednaka umnošku mase i ubrzanja. 
Međusobnim silama mijenjaju dva tijela svoje impulse, jer mijenjaju svoje brzine. Po zakonu akcije i reakcije obje su te sile jednake, ali imaju suprotan smjer. Prema tomu promjena impulsa jednog tijela jednaka je promjeni impulsa drugog tijela sa suprotnim predznakom. U svemu dakle ostaje suma impulsa obiju tijela stalna. Za koliko se promijeni impuls jednog tijela u jednom smjeru, za isto toliko se promjeni impuls drugog tijela u suprotnom smjeru. Impuls prvoga tijela označit ćemo sa p1, a impuls drugoga tijela sa p2. Prilikom gibanja obaju tijela suma impulsa je stalna:
{\displaystyle {\vec {p}}_{1}+{\vec {p}}_{2}=m_{1}\cdot v_{1}+m_{2}\cdot v_{2}=\mathrm {konstantno} }
Budući da se sva djelovanja mogu svesti na međusobna djelovanja između po dva tijela, sveukupne promjene impulsa svih tijela međusobno se poništavaju. Zbroj impulsa svih mehaničkih tijela je konstantan. Sveukupni impuls je univerzalna konstanta gibanja. Mjerodavne za održavanje gibanja nisu samo brzine, već samo umnošci masa i brzina. Zato Newton i zove impuls veličinom gibanja; on je mjera za neuništivost gibanja. Izgubi li jedno tijelo svoju veličinu gibanja, ta se veličina gibanja mora naći kod drugog tijela. Zakon o održanju impulsa garantira neuništivost i vječnost gibanja. Do danas nije nigdje zapaženo odstupanje od tog temeljnog zakona prirode.
Zakon o održanju zbroja impulsa možemo zapaziti pri gibanju svoga vlatitog tijela. Stojimo li na mirnom čamcu, tada je zbroj impulsa moga tijela i čamca jednak nuli. Skokom iz čamca dobivam impuls, koji je jednak umnošku mase mojeg tijela i brzine postignute prilikom skoka. Budući da sveukupni impuls mene i čamca mora ostati jednak nuli, čamac se pokreće u suprotnom smjeru. Ako je čamac mnogo teži od mene, zadobit će tada samo malu brzinu. Skokom iz padobrana uopće ne primijećujem da bi se zrakoplov pomaknuo. Zakon o održanju impulsa mogao je svatko također da uvjeri kad je u trku skočio na kolica koja miruju. Tada se kolica s čovjekom pokrenu tako da je sveukupni impuls kolica i osobe jednak početnom impulsu te osobe.